# Штучні легені
Штучні легені — це штучний орган, який забезпечує оксигенацію крові та видалення з крові вуглекислого газу. Завданням штучних легень є взяти на себе деякі функції біологічних легень. Він відрізняється від апарату «серце-легені» тим, що він зовнішній, і призначений для виконання функцій легень протягом тривалого періоду часу, а не тимчасово.
Апарат «серце-легені» надихнув на створення апаратів штучних легень, проте сучасні штучні легні оптимізовані для мінімізації травми пацієнта. Після розробки апарату «серце-легені» була розроблена екстракорпоральна мембранна оксигенація (ЕКМО) з використанням мембранного оксигенатора. Це напрям був призначений для використання як містка до трансплантації легень для пацієнтів, які знаходились у вкрай важкому стані, та не могли чекати, поки з'явиться донорська легеня. Також використовувалася механічна вентиляція легень (ШВЛ), однак вона завдає шкоди легеням пацієнта, якщо її використовувати протягом тривалого періоду часу. Обидві ці методи лікування є дорогими та пов'язані з низькою якістю життя, частково через складну систему кровообігу, необхідну для роботи цих апаратів.
Останні розробки включають спрощення системи ЕКМО, а також розроблено пристрої, які використовують порожнисті волокна шириною 380 мікрон для імітації функції альвеол. Кілька дослідницьких груп, зокрема Піттсбурзького університету, Мічиганського університету, Мерілендського університету, та групи, що базуються в Бостоні, розробляють пристрої штучних легень для підготовки пацієнтів перед трансплантацією легень.